# Campanula tridentata
Campanula tridentata är en klockväxtart som beskrevs av Johann Christian Daniel von Schreber. Campanula tridentata ingår i släktet blåklockor, och familjen klockväxter.

## Underarter
Arten delas in i följande underarter:
- C. t. biebersteiniana
- C. t. tridentata

## Bildgalleri

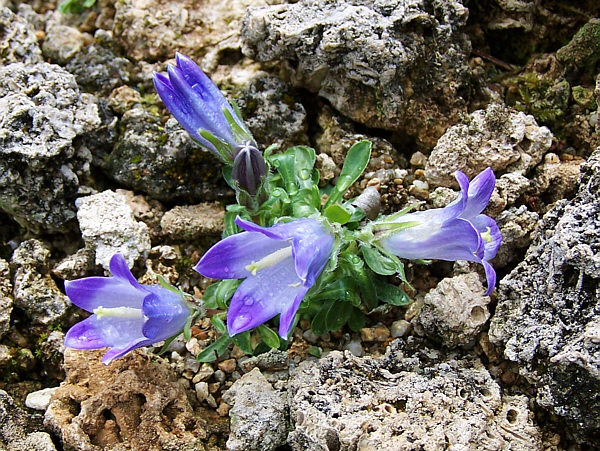
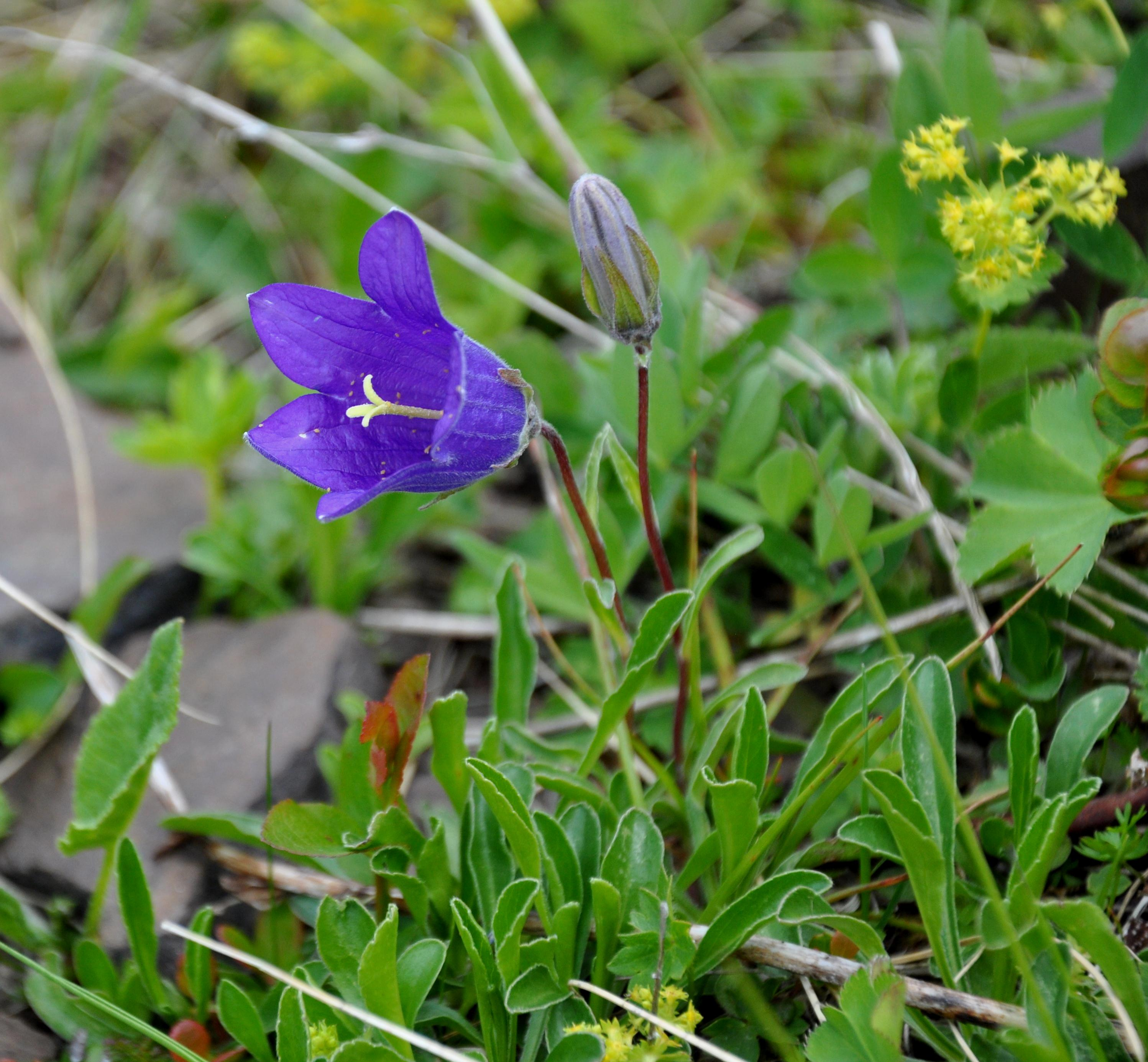